# Toque de Mágica
Toque de Mágica é o álbum de estreia da dupla sertaneja Pedro & Thiago, lançado em 2002 pela BMG. O álbum recebeu um disco de ouro pelas mais de 100 mil cópias vendidas.

## Faixas
| N.º | Título                                 | Compositor(es)                                                       | Duração |  |
| 1.  | "Toque de Mágica"                      | Zé Henrique / Sérgio Knust / Marcelo Faria "Marcelão"                |         |  |
| 2.  | "É Melhor Assim"                       | Maurício Gasperini / Mauro Gasperini / Juno                          |         |  |
| 3.  | "Me Beije Outra Vez (Kiss Me Goodbye)" | Jason Deere / Leonard Ahlstrom / Peter Penrose (versão: Dudu Falcão) |         |  |
| 4.  | "Decidi"                               | Liah / Márcio Cruz / Alessandro / Feio                               |         |  |
| 5.  | "Muito Mais Que Paixão"                | Maurício Gasperini / Mauro Gasperini / Juno                          |         |  |
| 6.  | "Nunca Vou Te Esquecer"                | Maurício Gasperini / Mauro Gasperini                                 |         |  |
| 7.  | "Eu Te Faço Feliz"                     | Maurício Gasperini / Alessandro / Juno                               |         |  |
| 8.  | "O Coração Faz Festa"                  | Fátima Leão / João Victor / Neto / Vinicius                          |         |  |
| 9.  | "3,10 ou 1000"                         | Alessandro / Feio / Giuliano                                         |         |  |
| 10. | "Tenho Pena do Meu Coração"            | Alessandro / Elias Almeida / Feio                                    |         |  |
| 11. | "Ligue Já"                             | Tivas / Nino                                                         |         |  |
| 12. | "If You Love Me"                       | Maurício Gasperini / Mauro Gasperini / Juno                          |         |  |

## Certificações
| Brasil (ABPD)                             | Ouro | 2002 | 100.000* |
| *número de vendas baseado na certificação |      |      |          |